# Fågelfors
Fågelfors is een plaats in de gemeente Högsby in het landschap Småland en de provincie Kalmar län in Zweden. De plaats heeft 465 inwoners (2005) en een oppervlakte van 118 hectare.